# 이지수 (아나운서)
이지수(1992년 10월 5일 ~ )는 대한민국의 전 아나운서이자 전 방송인이다. 주요 경력 사항으로는 2015년 당시 KBS N의 아나운서로 재직하였다.

## 방송
- 2015년 ~ 2016년 KBS N 《리라가 쇼》